# تورو فوجيساوا
تورو فوجيساوا (باليابانية: 藤沢 とおる) هو رسام مانغا ياباني، مشهور بسلسلة المانغا غريت تيتشر أونيزوكا. نشر أولى سلاسله في مجلة شونن الأسبوعية سنة 1989.

## الحياة الشخصية
ولد وتربى فوجيساوا في منطقة هوكايدو. بدأ الرسم منذ طفولته.

## وصلات خارجية
- تورو فوجيساوا على موقع IMDb (الإنجليزية)
- تورو فوجيساوا على موقع قاعدة بيانات الفيلم (الإنجليزية)
- تورو فوجيساوا على موقع ANN person (الإنجليزية)

- الموقع الرسمي